# God Sleeps in Rwanda
God Sleeps in Rwanda (deutsch „Gott schläft in Ruanda“) ist ein US-amerikanischer Dokumentarfilm aus dem Jahr 2005. Seine Premiere hatte er am 15. August 2005.

## Handlung
Der Film stellt fünf Frauen vor, die den Bürgerkrieg und den Völkermord in Ruanda 1994 überlebt haben. In Interviews erzählen sie über ihre Erlebnisse und wie sich diese auf ihr weiteres Leben ausgewirkt haben.

## Auszeichnungen
2006 wurde der Film in der Kategorie Bester Dokumentar-Kurzfilm für den Oscar nominiert. Eine weitere Nominierung gab es für den Pare Lorentz Award der International Documentary Association.
Ausgezeichnet wurde der Film mit dem Gracie Award als herausragende Kurz-Dokumentation und mit dem Zuschauerpreis beim Palm Springs International Short Fest.

## Hintergrund
Der Name des Films bezieht sich auf ein ruandisches Sprichwort: Imana yirirwa ahandi igataha i Rwanda (übersetzt „Gott verbringt seinen Tag woanders und kehrt abends heim nach Ruanda“). Dieses ist Ausdruck des Glaubens, dass Gott Ruanda wegen seiner Schönheit bevorzugt. Der Filmtitel „Gott schläft in Ruanda“ gibt dem Sprichwort angesichts der Grauen des Völkermords jedoch eine düstere Bedeutung.